# Ayla (televíziós sorozat)
Az Ayla (eredeti cím: Ayla y los Mirror) 2024-től vetített spanyol televíziós vígjátéksorozat, amelyet Alberto Grondona, Candela Izquierdo, Ada Hernández és Tatiana Chisleanschi alkotott. A főbb szerepekben Violeta Madel, Cristian López, Daniela Monter, Camino Moreno és Israel Menéndez látható.
Spanyolországban 2024. szeptember 27-én a Disney+, míg Magyarországon három nappal később, szeptember 30-án a Disney Channel mutatta be.

## Ismertető
Gazdag apja váratlan halála után Ayla, a fiatal tinédzser árva lesz. Ezután poszttraumás sokkot kap, aminek következtében amnéziát szenved, és nem emlékszik a múltjára. Miközben a rendőrség megpróbálja megállapítani a személyazonosságát, Ayla egy El Bosque nevű otthonba kerül. Ott találkozik Inésszel, az új szobatársával, és a Mirrorral, az otthon tánccsoportjával. Ayla összebarátkozik a csoporttal, és részt vesz egy versenyen is a Mirrorral. Az ő segítségükkel Ayla megtalálja a helyét, és rájön, hogy rendkívüli képességgel rendelkezik: Zenei látomásokon keresztül képes meghallani mások érzéseit. Ayla ugyanakkor számos kihívással néz szembe az élet minden területén, de új barátaitól támogatást kap. Ők segítenek Aylának abban is, hogy többet megtudjon a múltjáról. Nagynénje, Esmeralda azonban éberen őrködik rajta, és mindent megtesz azért, hogy Ayla ne nyerje vissza az emlékezetét, nehogy veszélybe sodorja frissen örökölt vagyonát.

## Szereplők
| Szereplő       | Színész                | Magyar hang             |
| -------------- | ---------------------- | ----------------------- |
| Ayla           | Violeta Madel          | Hegedűs Johanna         |
| Yago           | Cristian López         | Nagy Gereben            |
| Sofía          | Daniela Monter         | Szűcs Anna Viola        |
| Paola          | Camino Moreno          | Mayer Szonja            |
| Kako           | Israel Menéndez        | Gáll Dávid              |
| Inés           | Alicia Chojnowski      | Schmidt Karolina        |
| Valen          | Verónica Ramos         | Bartus Emese            |
| Gustavo Segura | Denis Gómez            | Dévai Balázs            |
| Eric           | Selu Nieto             | Kisfalusi Lehel         |
| Esmeralda      | Mar Abascal            | Bertalan Ágnes          |
| Julia          | Anastasia Russo        | Schmidt Regina          |
| David          | Sami Gomez             | Tóth Márk               |
| Noe            | Amalia Martos Olivares | Kobela Kíra             |
| Saray          | Madalina Cojocaru      | Dolmány-Bogdányi Korina |
| Nacho          | Álvaro de los Santos   | Papp-Horváth Levente    |
| Nieves         | Carmen Ruiz            | Sági Tímea              |
| Miguel         | Carlos Serrano         | Makray Gábor            |
| Sandra         | Ruth Llopis            | Kelemen Kata            |
| Sami           | Álvaro Almodóvar       | Plesznivy Álmos         |
| Javier Ortiz   | Marc Parejo            | Ferenci Péter           |
| Lucía          | Noelia Calderón        | Rácz Hajna              |
| Emilio         | Alejandro Sigüenza     | Bor László              |
| Sara           | Elena Rey              | Nagy Edit               |
| Minerva        | Minerva Núñez          | Csonka Anikó            |

### Magyar változat
- Főcím: Mezei Kitty
- Magyar szöveg: Bankó Marianna és Hajós Szilárd
- Hangmérnök: Lipics Bálint és Bokk Tamás
- Vágó: Kránitz Bence, László László és Házi Sándor
- Gyártásvezető: Rába Ildikó
- Szinkronrendező: Turóczi Izabell
- Produkciós vezető: Szentes Nikolett

A szinkront az Iyuno Hungary készítette.

## Epizódok
| #   | #   | Eredeti cím                           | Magyar cím                                   | Eredeti premier      | Magyar premier       |
| --- | --- | ------------------------------------- | -------------------------------------------- | -------------------- | -------------------- |
| 1.  | 1.  | Fuera de lugar                        | Aki kilóg a sorból                           | 2024. szeptember 27. | 2024. szeptember 30. |
| 2.  | 2.  | La chica sin pasado                   | A múlt nélküli lány                          | 2024. szeptember 27. | 2024. október 1.     |
| 3.  | 3.  | Zombies y compañía                    | Zombik és társai                             | 2024. szeptember 27. | 2024. október 2.     |
| 4.  | 4.  | Salvando El Bosque                    | Mentsük meg az erdőt!                        | 2024. szeptember 27. | 2024. október 3.     |
| 5.  | 5.  | Hasta los diez mil… ¡y más allá!      | Tízezerig és tovább                          | 2024. szeptember 27. | 2024. október 4.     |
| 6.  | 6.  | ¡A por el move you!                   | Irány a Move You!                            | 2024. október 4.     | 2024. október 7.     |
| 7.  | 7.  | Dia de entrenamiento                  | Edzés nap                                    | 2024. október 4.     | 2024. október 8.     |
| 8.  | 8.  | Se rompe el espejo                    | Eltörik a tükör                              | 2024. október 4.     | 2024. október 9.     |
| 9.  | 9.  | Ayla mete la pata                     | Ayla baklövése                               | 2024. október 4.     | 2024. október 10.    |
| 10. | 10. | Una cuestion de baile o muerte        | Az első tíz                                  | 2024. október 4.     | 2024. október 11.    |
| 11. | 11. | Un Adios, Un Baile Y Un Beso          | Egy búcsú, egy tánc és egy csók              | 2024. október 11.    | 2024. október 14.    |
| 12. | 12. | Que El Destino No Te Pille Despeinada | Ne hagyd, hogy a sors ápolatlanul kapjon el! | 2024. október 11.    | 2024. október 15.    |
| 13. | 13. | Feliz Cumpleanos, Paola               | Boldog születésnapot, Paola!                 | 2024. október 11.    | 2024. október 16.    |
| 14. | 14. | Demasiados Apuros                     | Túl nagy kapkodás                            | 2024. október 11.    | 2024. október 17.    |
| 15. | 15. | Dulces Retos                          | Édes kihívások                               | 2024. október 11.    | 2024. október 18.    |
| 16. | 16. | El Voto Decisivo                      | A döntőszavazat                              | 2024. október 20.    | 2024. október 21.    |
| 17. | 17. | El Rarito De Clase                    | Az osztály furija                            | 2024. október 20.    | 2024. október 22.    |
| 18. | 18. | Dulces Retos                          | Ne mondjátok el Yagonak                      | 2024. október 20.    | 2024. október 23.    |
| 19. | 19. | El Voto Decisivo                      | Második esélyek                              | 2024. október 20.    | 2024. október 24.    |
| 20. | 20. | El Rarito De Clase                    | A Mirror csapat legrosszabb napja            | 2024. október 20.    | 2024. október 25.    |
| 21. | 21. | El Duelo                              | A párbaj                                     | 2024. október 25.    | 2024. október 28.    |
| 22. | 22. | Hasta Aqui Hemos Llegado              | Eljutottunk idáig                            | 2024. október 25.    | 2024. október 29.    |
| 23. | 23. | El Secreto De Los Mirror              | A Mirror titka                               | 2024. október 25.    | 2024. október 30.    |
| 24. | 24. | Un Pasito Mas Cerca                   | Egy lépéssel közelebb                        | 2024. október 25.    | 2024. október 31.    |
| 25. | 25. | Estrella Inalcanzable                 | Elérhetetlen csillag                         | 2024. október 25.    | 2024. november 1.    |
| 26. | 26. | Ayla Dice Basta                       | Ayla azt mondja, elég!                       | 2024. november 1.    | 2024. november 4.    |
| 27. | 27. | La Promesa De Ayla                    | Ayla ígérete                                 | 2024. november 1.    | 2024. november 5.    |
| 28. | 28. | Un Baile Directo Al Corazon           | Tánc a szívbe                                | 2024. november 1.    | 2024. november 6.    |
| 29. | 29. | Un Secreto a Voces                    | Egy titok a hangok között                    | 2024. november 1.    | 2024. november 7.    |
| 30. | 30  | La Gran Final                         | A nagy döntő                                 | 2024. november 1.    | 2024. november 8.    |

## A sorozat készítése

### Zene
A sorozat 20 dalt és kísérő tánckoreográfiát tartalmaz, amelyeket Spanyolország minden tájáról származó művészek kifejezetten Ayla számára készítettek. A célcsoport-orientált dalok különböző műfajokat fednek le, többek között popot, rockot, reggaetónt és trapet. A sorozat 16 ismert pop- és rockdal feldolgozását is tartalmazza.

### Média
A sorozatnak vannak kísérő anyagai, amelyeket a nyomtatott sajtóban és multimédiás platformokon, például az Instagramon és a TikTok-on tesznek közzé.